# Bachsaibling

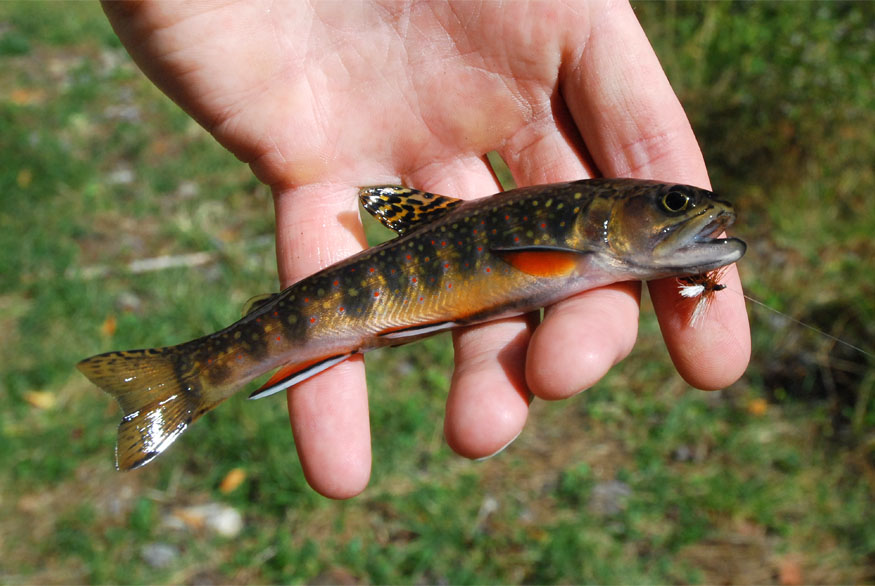
Bachsaibling (Salvelinus fontinalis), mit den typischen Streifen der Jungfische

Der Bachsaibling (Salvelinus fontinalis) gehört zur Familie der Salmoniden (Lachsfische). 1884 wurde er aus Nordamerika eingeführt (daselbst Brook Trout oder Northern Brook Trout genannt).

## Merkmale
Die Durchschnittsgröße liegt in Freiheit (Europa) selten über 35, maximal bei 85 Zentimetern. Der Fisch wird zumeist nicht über ein Kilogramm schwer. Entscheidend für das Wachstum der Saiblinge sind unter anderem Gewässerbeschaffenheit und Nahrungsmenge. Die nordamerikanischen Saiblinge werden bis zu vier Kilogramm schwer. Das Höchstalter unter natürlichen Bedingungen liegt bei acht bis zehn Jahren. Der Bachsaibling ist ein beliebter Fisch in der Aquakultur und wird kulinarisch meist der Regenbogenforelle vorgezogen.
Der Saibling gilt als einer der schönsten und farbenprächtigsten Vertreter der Salmoniden. Die Farben wechseln von Population zu Population. Seine Körperform ist typisch torpedoförmig. Wie alle Salmoniden hat auch der Saibling eine Fettflosse. Die bauchseitigen Flossen haben einen auffällig rot-orange gefärbten Saum mit weißem Rand. Charakteristisch ist die schmale schwarze Abgrenzung dieses weißen Randes gegen das Rot der Flossen. Der Rücken ist braun gefärbt und oliv marmoriert. Bachsaiblinge haben kleine Schuppen und eine große Mundöffnung.

## Verbreitung und Lebensraum
Der Bachsaibling lebt in kalten und sauerstoffreichen sowohl fließenden als auch stehenden Gewässern (wie z. B. Gebirgsseen). Er besiedelt die Gewässer Islands, Europas, Asiens und Nordamerikas.

## Lebensweise

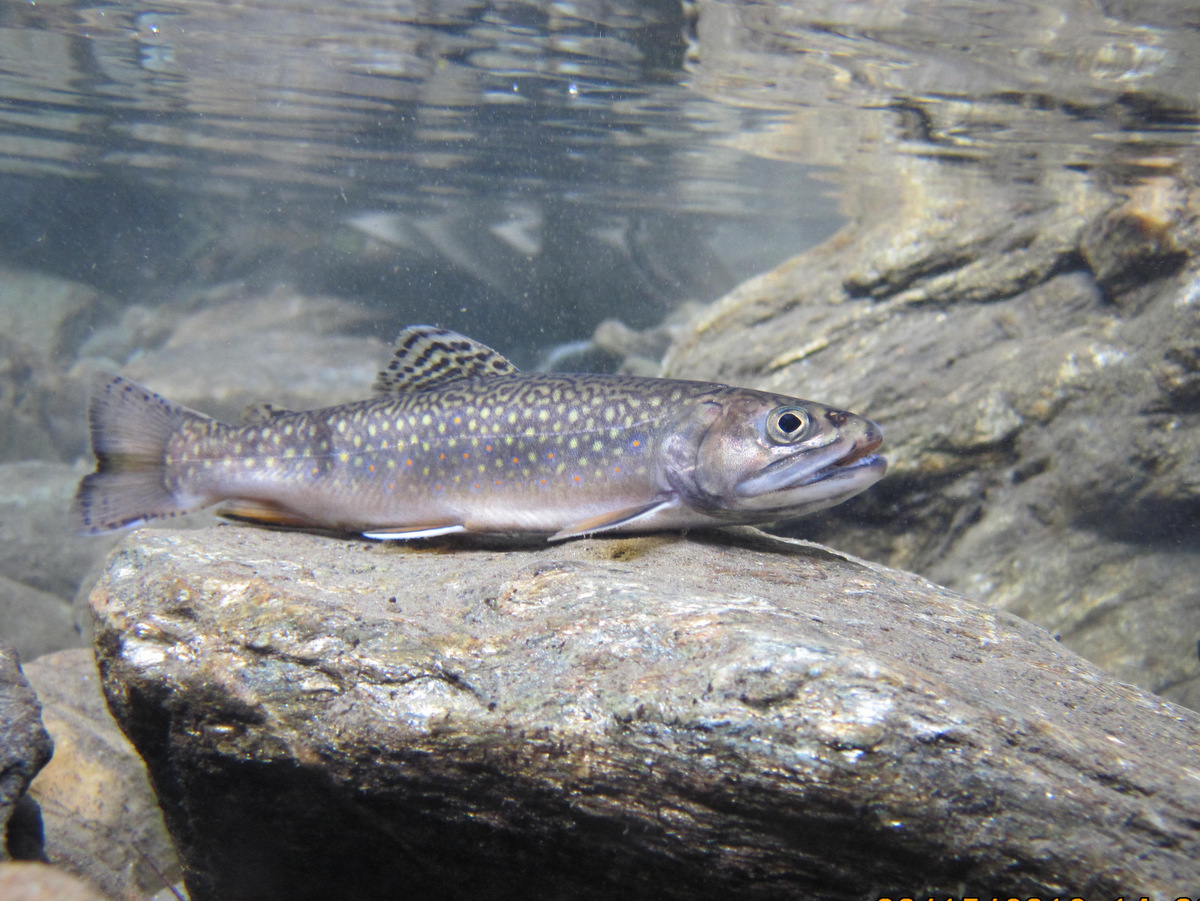
Bachsaibling (Salvelinus fontinalis), benötigt sauerstoffreiches klares Wasser

Der Saibling braucht kaum Unterstände und eignet sich deshalb sowie aufgrund seines äußerst breiten Nahrungsspektrums auch zur Besiedlung von begradigten und rasch fließenden Bächen sowie vor allem zum Besatz der Quellregionen unserer Gebirgsbäche. Da er aber nicht zu den heimischen Arten gehört, sollte kein Besatz mit dieser Art stattfinden, um die bestehenden Ökosysteme nicht zu stören. Gegenüber niedrigen pH-Werten ist er toleranter als die heimische Bachforelle. Aus der Kreuzung zwischen Bachsaibling und Bachforelle entstehen die sterilen Tigerforellen, die ihren Namen der auffälligen goldgelben Fleckenzeichnung verdanken. 
Der Bachsaibling zählt zu den Kieslaichern, wobei die Rogner durch Verdrehen des Hinterleibs und auch Aufwirbeln des Grundschlammes mit der Schwanzflosse eine Laichgrube schlagen, ehe sie beginnen, die Eier auszustoßen.

### Nahrung
Die Nahrung besteht überwiegend aus Planktonkrebsen und Bodenlebewesen. Im Sommer spielt oft auch Anflugnahrung, wie z. B. Heuschrecken, eine Rolle. Größere Bachsaiblinge ernähren sich auch von Fischen (auch der eigenen Art).

## Systematik
Neben dem Bachsaibling gibt es weitere Saiblingsarten: Die amerikanische Seeforelle (Salvelinus namaycush), den Seesaibling (Salvelinus umbla) sowie zahlreiche lokale Formen (z. B. Schwarzreuter). Der Elsässer Saibling ist eine Kreuzung aus Bachsaibling und Seesaibling.